# Der Wiesenzaun

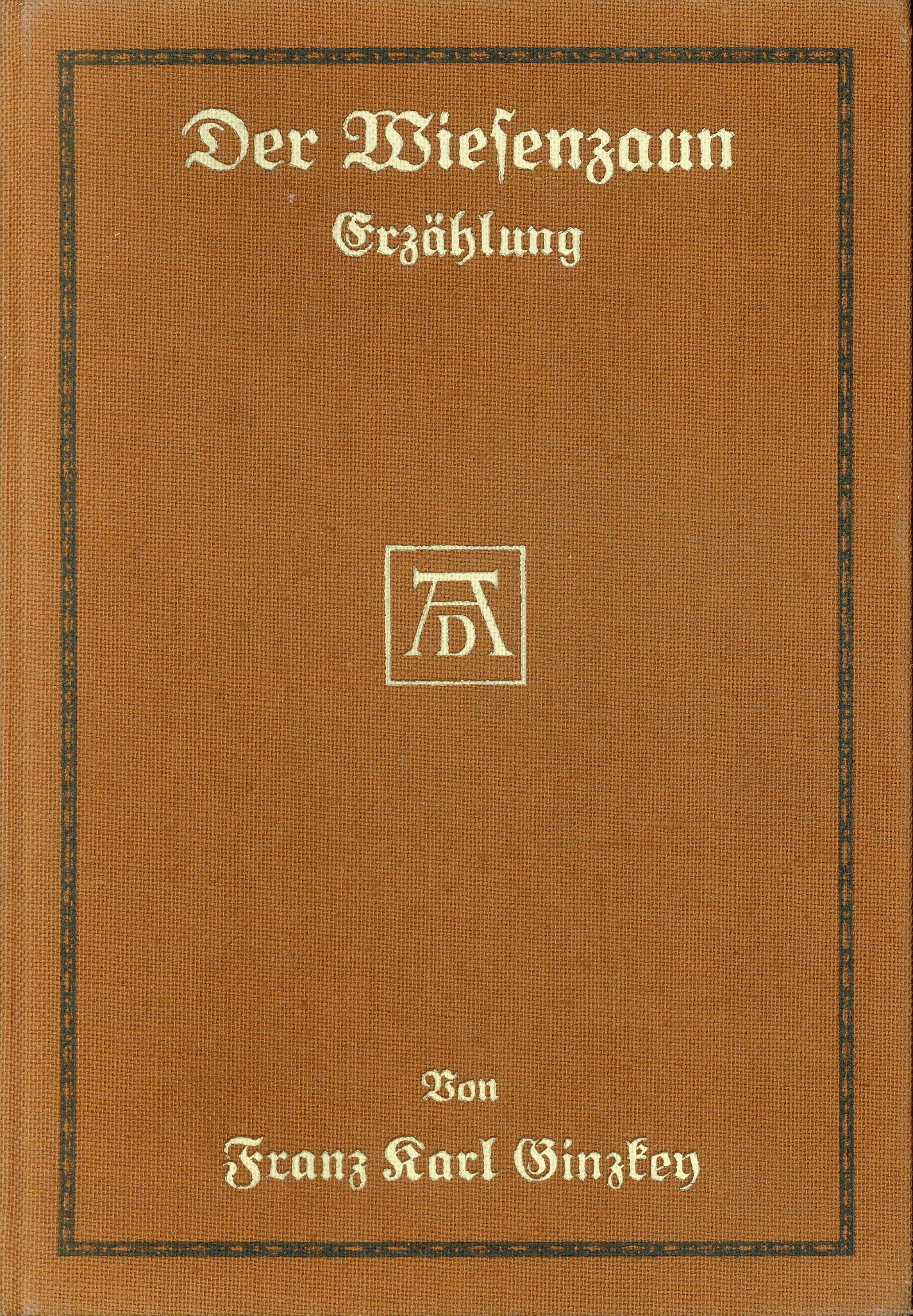
Erstausgabe von Der Wiesenzaun von 1913

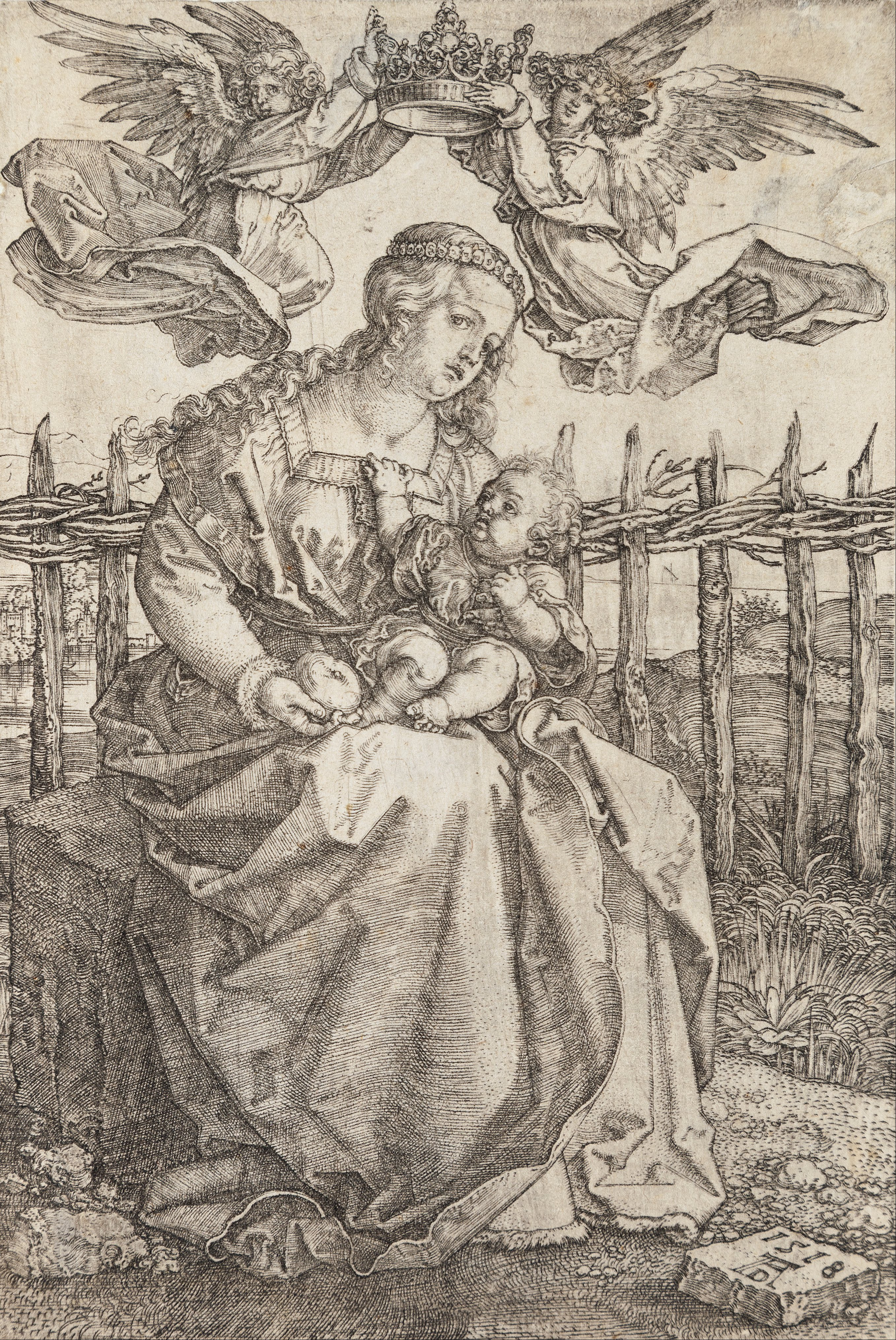
Albrecht Dürer, Madonna vor dem Wiesenzaun, Nationalgalerie Prag

Der Wiesenzaun ist eine Erzählung des österreichischen Schriftstellers Franz Karl Ginzkey, die erstmals 1913 erschien. Es handelt sich dabei um eine Künstlernovelle, die sich um die Person Albrecht Dürers dreht und im Nürnberg der Jahre 1518 bis 1520 spielt. Der Titel bezieht sich auf einen Kupferstich Dürers aus dem Jahr 1518, auf dem die Madonna von zwei Engeln bekrönt in freier Landschaft vor einem Weidenzaun zu sehen ist. Werner Welzig schreibt in seinem Beitrag über Ginzkey in der Neuen deutschen Biographie: Mit der Dürer-Novelle Der Wiesenzaun (1913) dagegen stellt sich Ginzkey in die Reihe der großen deutschen Novellendichter.

## Inhalt
Der Humanist Willibald Pirckheimer bringt seinen Freund, den berühmten Maler Albrecht Dürer, in das Haus des ehemaligen Landsknechts Jörg Graff, dessen Kommandant Pirckheimer in den Schweizerkriegen gewesen ist. Seit Graff seine Tochter aus einem brennenden Haus gerettet hat, ist er blind und verdingt sich sein Leben als Bänkelsänger, der von seiner Tochter geführt, von Wirtshaus zu Wirtshaus zieht. Pirckheimer macht immer wieder seinen Einfluss für Graff geltend. Der alternde Dürer ist von der Schönheit und dem unschuldigen Liebreiz des jungen Mädchens sehr beeindruckt und unbemerkt macht er eine Zeichnung von ihr. Nach dieser Zeichnung stellt er einen Kupferstich der Muttergottes, die von vielen Engeln umgeben ist, her. Dürers Frau Agnes ahnt, dass ihr Mann mehr für das Mädchen empfindet, als für ein gewöhnliches Modell.
Felicitas, so heißt die Tochter Graffs, sucht mehrmals den Weg in das Haus Dürers. Auch Dürer ist sich darüber im Klaren, dass er von Felicitas Schönheit stark angezogen wird. Doch er verspricht seiner Frau, dass da nicht mehr sein werde, als das Interesse an einem schönen Menschen. Als Dürer in Augsburg bei Kaiser Maximilian weilt, erfährt Felicitas durch einen der Gehilfen Dürers, dass sie als Madonna dargestellt wurde und nimmt einen Abzug des Bildes mit sich nach Hause.
Nachdem Dürer wieder nach Nürnberg zurückgekehrt ist, wird er von seinem Gönner Pirckheimer zum Essen geladen. Bei dieser Gelegenheit zeigt ihm dieser einen Kupferstich, den er zwischenzeitlich geschaffen hat. Darauf ist eine Madonna in freier Landschaft zu sehen, hinter deren Rücken ein einfacher Weidenzaun verläuft. Hinter diesem ist in größerer Entfernung das Meer zu sehen. Pirckheimer erkennt sofort, dass die Muttergottes wiederum die Züge von Felicitas trägt. Befremdet ist er aber über den Zaun, der ihm das Bild zu zerschneiden scheint. Dürer erklärt ihm, dass er eine tiefe Zuneigung zu Felicitas gefasst hat, die von dieser erwidert wird. Sie darf ihm aber nicht angehören. So hat er sich selbst überwunden und ihr Bild ins Überirdische erhöht, wobei er sich seine Reinheit und seinen inneren Frieden erhalten hat. Er sagt zu Pirckheimer:

„Denn alles himmlisch Reine und Große in der Kunst wird nicht anders erworben, als dass ein grimmer Zaun die Sehnsucht von der Erfüllung zu trennen weiß, den Geist vom Fleisch, die Liebe von der Lust.“

Indessen hat sich Felicitas im Traum als Madonna gesehen. In dessen Verlauf aber verliert sie alle himmlischen Attribute und wird zu einer einfachen irdischen Frau, die Dürer entgegentritt. Schließlich fallen alle Hüllen von ihr ab und sie zeigt sich dem Künstler wie Gott sie schuf. Erregt wacht sie auf und schleicht sich aus dem Haus, um zu Dürer zu gehen. Unterwegs trifft sie diesen, der gerade von Pirckheimer nach Hause geht. Als sie sich in die Arme fallen und einander küssen, ertönt Geschrei. Der blinde Jörg Graff war in Verwirrung aufgewacht, hatte seine Tochter nicht gefunden und war rasend mit seinem alten Landsknechtsschwert durch das Haus geirrt, wobei er dabei seinen Vermieter getötet hat. Graff flieht in ein Kloster, wo er zunächst Zuflucht findet. Der Bäckergeselle Scherlin, der schon längst um Felicitas geworben hat, von ihr aber abgewiesen worden war, bringt sie zu sich nach Hause, da sie im Hause des Ermordeten nicht bleiben kann. Sie erkennt, dass er es gut mit ihr meint. Nach einem langen schweren Fieber heiratet sie Scherlin. Doch die Ehe ist nicht glücklich.
Nach eineinhalb Jahren, als Dürer mit seiner Frau auf einer Reise in Antwerpen weilt, erhält er von Pirckheimer einen Brief, in dem ihm dieser mitteilt, dass Felicitas ein Opfer der in Nürnberg wütenden Pest geworden ist. Zugleich fragt sich Pirckheimer: „Habt ihr auch recht getan mit eurem Wiesenzaun? Habt ihr vielleicht die Lieb nit von der Lust ein wenig zu streng getrennt?“

## Ausgaben
- Der Wiesenzaun. Erzählung. Staackmann, Leipzig 1913.
- Ausgewählte Werke in vier Bänden. Bd. 2 Novellen. Kremayr & Scheriau, Wien 1960.

## Vertonung
- Joseph Gustav Mraczek: Madonna am Wiesenzaun (Herrn Dürers Bild). Oper in drei Akten. Libretto von Artur Ostermann (1927)